# Kuče
Kuče je naselje smješteno u Zagrebačkoj županiji, kraj Velike Gorice uz kanal Sava - Odra i Turopoljski lug. Prema popisu iz 2011. godine ima 1453 stanovnika. Broj stanovnika se znatno povećao za vrijeme i poslije Domovinskoga rata zbog naseljavanja prognanika iz Vukovara, Iloka i Banovine te izbjeglica iz Bosne i Hercegovine. 

## Povijest
Selo Kuče se prvi put spominje u ispravi iz 1258. god. i drugi put u ispravi iz 1267. god. Najstariji kajkavski dokument, Čunčićev list, napisan je kajkavskim književnim jezikom u Kučama 1521. godine na jednom listu papira koji je sada oštećen. Počinje riječima: "Ja Štefanuš Čunčić", dalje se spominju "plemenita bratija Kučani" i Štefanuševa žena Margareta Čunčić, a tekst završava na latinskom: "Data in Kuče ab in mea curia, Štefanuš Čunčić, Anno Domini 1521."  - Dano u Kučama, u mojoj kuriji, Štefanuš Čunčić, godine Gospodnje 1521. "Lučićev list" pisan je na latinskom jeziku 26. 6. 1650. Car Ferdinand III. darovao je grbovnicu obiteljima Puceković, Berković i Živković 11. 8. 1656.
U prošlosti se selo dijelilo na Gornje i Donje Kuče, kolokvijalno "Gorence" i "Dolence". Iz knjige Emilija Laszowskog Povijest plemenite općine Turopolje doznajemo da su u to vrijeme u Gornjim Kučama bile obitelji: Držanić, Fabijančić, Majdak, Majdešić, Čunčić, Lučić, Videković, Berković, Paleon i Horvačić (danas Hrvačić), a u Donjim: Pukanić, Puceković, Čunčić, Malčević, Horvačić, Gjuračić (tada prezime Gjurinović, u današnje vrijeme Đuračić), Vihlaj i Novak. Laszowski također piše da je selo već onda bilo brojno i imućno te su nabrojene obitelji spadale pod plemićke.
Prema Laszowkom "Juraj Habdelić, isusovac, rodio se u Kučama god. 1609.“ (Emilij Laszowski: Povijest plemenite općine Turopolje,1995, 302). Habdelić je poznati hrvatski književnik i svećenik. Kuče je u to vrijeme pripadalo katoličkoj župi Staro Čiče gdje je Juraj Habdelić bio kršten. Kasnije je župna crkva premještena u Vukovinu, tako da sada Kuče pripada župi Vukovina. U Kučama se rodio i hrvatski glazbenik, skladatelj, orguljaš, muzikolog i glazbeni pedagog Franjo pl. Lučić. 

## Stanovništvo
| broj stanovnika | 594   | 617   | 668   | 716   | 860   | 849   | 857   | 900   | 947   | 962   | 989   | 938   | 893   | 1023  | 1226  | 1453  | 1370  |
|                 | 1857. | 1869. | 1880. | 1890. | 1900. | 1910. | 1921. | 1931. | 1948. | 1953. | 1961. | 1971. | 1981. | 1991. | 2001. | 2011. | 2021. |

## Sport
- NK Turopoljac, nogometni klub

## Zanimljivosti
Dan sela Kuča obilježava se 20. siječnja na dan Svetog Fabijana i Sebastijana kojima je posvećena crkva s oltarnom slikom tih svetaca iz 1640. godine. U selu je i manja kapela Svetog Florijana, sagrađena sredstvima Amerikanaca iz Kuča, nogometno i košarkaško igralište sa sportskim domom, nekadašnja osnovna škola izgrađena na kat od hrastovine, zadružni dom i Park hrvatskih branitelja. 
Selo Kuče dalo je 167 branitelja u Domovinskom ratu. Jedan je poginuo, a tri su ranjena u borbama u Dubrovniku, Vukovaru i na Pokupskom.
U selu djeluje Dobrovoljno vatrogasno društvo Kuče, Nogometni klub Turopoljac, Hrvatsko pjevačko društvo Kučani, Udruga veterana domovinskoga rata, Udruga umirovljenika, Udomiteljska udruga sa sjedištem u Kučama i Udruga žena Kuče.
Nekad je Kuče, osim vrijednih poljoprivrednika i stočara, imalo mlinare, užare, kolare, kovače, brijače, pekare i druge zanate. Danas se tu nalazi limarija, parketar, građevinarstvo, voćarstvo, pilana, bravarija, autolimarija, tri trgovine i tri ugostiteljska objekta.

## Znamenitosti
- Zgrada bivše osnovne škole, zaštićeno kulturno dobro
- Krčka vrata u šumi Turopoljski Lug, zaštićeno kulturno dobro

## Vanjske poveznice
- Udomiteljska udruga Toplo srce  Arhivirana inačica izvorne stranice od 9. svibnja 2013. (Wayback Machine)